# Buenaventura Lakes
Buenaventura Lakes es un lugar designado por el censo ubicado en el condado de Osceola en el estado estadounidense de Florida. En el Censo de 2010 tenía una población de 26.079 habitantes y una densidad poblacional de 1.788,48 personas por km².

## Geografía
Buenaventura Lakes se encuentra ubicado en las coordenadas 28°20′0″N 81°21′8″O / 28.33333, -81.35222. Según la Oficina del Censo de los Estados Unidos, Buenaventura Lakes tiene una superficie total de 14.58 km², de la cual 14.45 km² corresponden a tierra firme y (0.92%) 0.13 km² es agua.

## Demografía
Según el censo de 2010, había 26.079 personas residiendo en Buenaventura Lakes. La densidad de población era de 1.788,48 hab./km². De los 26.079 habitantes, Buenaventura Lakes estaba compuesto por el 61.15% blancos, el 14.18% eran afroamericanos, el 0.56% eran amerindios, el 2.57% eran asiáticos, el 0.12% eran isleños del Pacífico, el 16.5% eran de otras razas y el 4.93% pertenecían a dos o más razas. Del total de la población el 69.63% eran hispanos o latinos de cualquier raza.